# Teijin

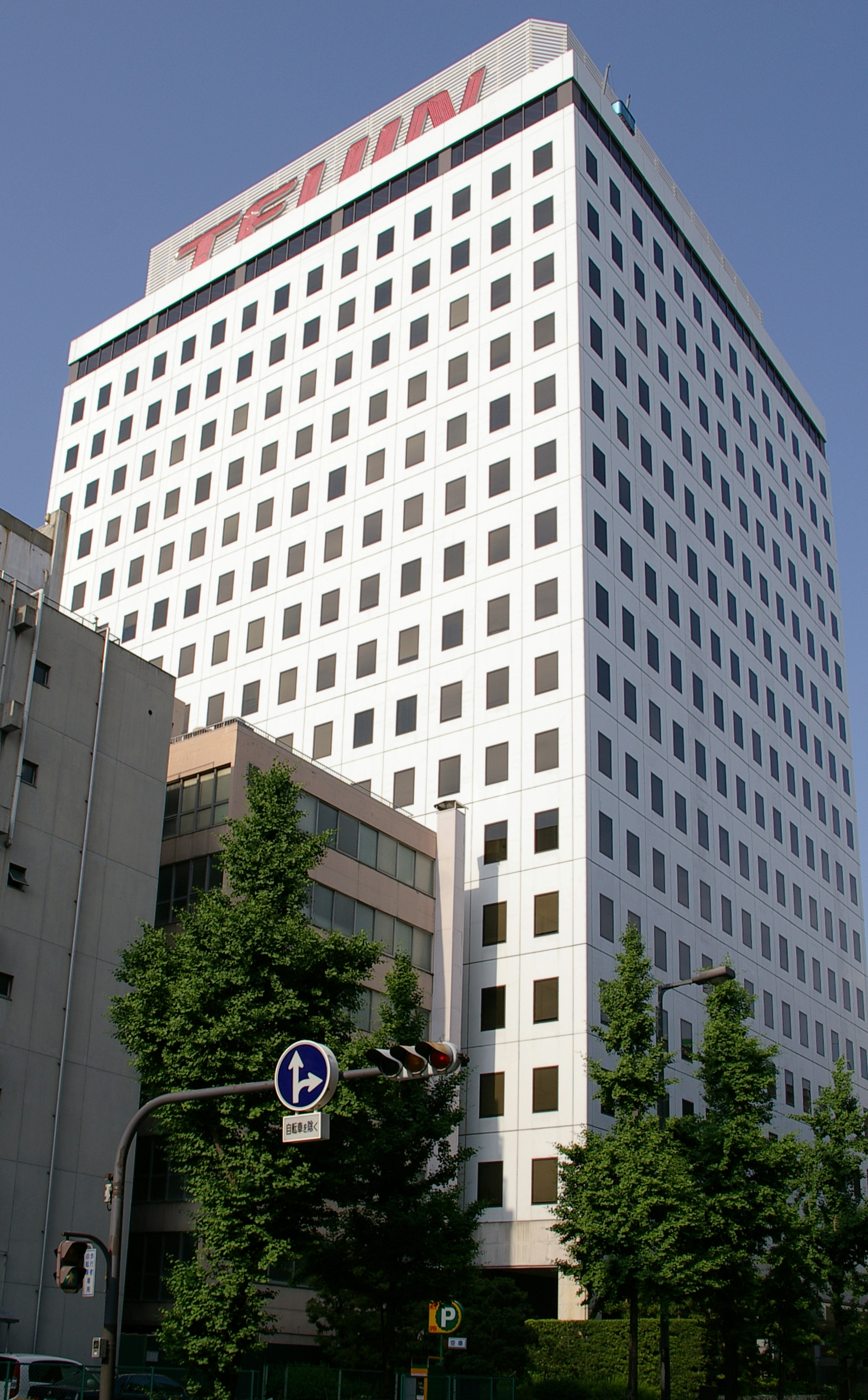
Een van de twee hoofdkantoren van Teijin, in Osaka (het andere hoofdkantoor staat in Tokio)

Teijin Ltd. (Japans: 帝人株式会社, Teijin Kabushiki kaisha) is een Japanse multinational die zich voornamelijk met aan chemie gerelateerde producten en diensten bezighoudt. Het bedrijf werd in 1918 opgericht als fabriek voor rayonvezels. Het is thans genoteerd aan de effectenbeurs van Tokio, met een totale marktkapitalisatie van 271 miljard yen (maart 2013), ongeveer 2,6 miljard euro. In het boekjaar maart 2012-maart 2013 bedroeg de omzet 746 miljard yen en had de onderneming een nettoverlies van 29,1 miljard yen.
Teijin heeft momenteel vijf divisies:
- Electric materials and performance polymer products (folies, onder meer ten behoeve van elektronica)
- Advanced fibers and composites (kunststofvezels en composieten, inclusief twaron)
- Healthcare (farmaceutica en apparatuur)
- Products converting (groot- en detailhandel)
- IT

Hoewel het grootste deel van de omzet (65%) uit Japan afkomstig is, heeft het bedrijf verschillende producten die wereldwijd worden afgenomen, alsmede productiefaciliteiten in vele landen, waaronder Nederland (Teijin Aramid).